# Schloss Steinbach (Behamberg)
Das Schloss Steinbach lag im Ortsteil Badhof der Gemeinde Behamberg im Bezirk Amstetten in Niederösterreich (ehemals nahe von Straß 6, 8).

## Geschichte
In Straß waren Gefolgsleute des Bamberger Bischofs ansässig, die sich von Strazze nennen. Ein Wernhard von Strazze wird zwischen 1258 und 1277 genannt, ein miles Otto von Strazze im Jahre 1278. Vermutlich war dieser Sitz der Vorgängerbau von Schloss Steinbach.
Von dem Schloss Steinbach, das bereits um 1300 genannt wird, sind die bekanntesten Inhaber die Pernauer von Perney. Drei Grabsteine an der Außenmauer der Pfarrkirche Behamberg künden von diesem Geschlecht. Im 16. Jahrhundert sind auf Steinbach die Zelkinger und dann die Hohenegger. Letztere waren bis ins 19. Jahrhundert die Schlossherren. Das Schloss Steinbach ist um 1800 verfallen.

## Lage des ehemaligen Schlosses Steinbach
Der erstgenannte Sitz der Straßer wird in der Nähe vom „Wirt in der Straß“ vermutet. Auch der Nachfolgebau, das Schloss Steinbach, wird auf einer Anhöhe über dem Wirt in der Straß lokalisiert. An der Stelle des früheren Meierhofes liegt der Bauernhof Mayer in Steinbach. 